# Isachne mauritiana
Isachne mauritiana är en gräsart som beskrevs av Carl Sigismund Kunth. Isachne mauritiana ingår i släktet Isachne och familjen gräs. Inga underarter finns listade i Catalogue of Life.